# William Romaine
William Romaine (1714 à Hartlepool – 1795), est un théologien évangélique de l'Église d'Angleterre. Il est l'auteur d'ouvrages autrefois très prisés par les évangéliques, la trilogie La Vie, la Marche et le Triomphe de la Foi.

## Biographie
Romaine est né à Hartlepool, dans le comté de Durham, le 25 septembre 1714  fils d'un marchand de blé d'origine protestante française. Il fait ses études à Houghton-le-Spring Royal Kepier Grammar School et Christ Church, Oxford .
Romaine est ordonné diacre en 1736 et devient vicaire de Loe Trenchard dans le Devon . Il est ordonné prêtre en décembre 1738, après quoi il devient vicaire de Banstead dans le Surrey et de Horton dans le Middlesex, occupant les deux postes simultanément.
En 1739, il s'engage dans une âpre controverse sur les vues de William Warburton . En 1741, il est nommé aumônier du lord-maire de Londres, Daniel Lambert, qui a sa maison de campagne à Banstead, poste qui lui permet de prêcher dans la cathédrale Saint-Paul . En 1748, il devient conférencier à St George Botolph Lane dans la ville de Londres, et l'année suivante, il est nommé, en plus, à deux postes de conférencier à St Dunstan-in-the-West à Fleet Street .
C'est vers 1748 qu'il connait une conversion évangélique. Il utilise ses postes de conférencier pour prêcher la doctrine évangélique à de grandes foules malgré l'opposition de la hiérarchie ecclésiastique . En 1750, une nouvelle occasion d'évangéliser lui est offerte lorsqu'il est nommé prédicateur adjoint du matin à l'église à la mode de St George's, Hanover Square dans le West End de Londres. En 1751, il accepte également pendant une courte période la chaire de professeur d'astronomie Gresham au Gresham College ,.
À partir de 1756, tout en conservant son poste à St Dunstan's, Romaine est vicaire et prédicateur du matin à St Olave's à Southwark. Il est également prédicateur itinérant, allant aussi loin que le Yorkshire et le West Country, et est l'un des aumôniers de la comtesse de Huntingdon . En 1766, à la suite d'une longue dispute sur son élection, il devient recteur de Saint-André par la garde-robe .
Romaine est un éminent spécialiste de l'hébreu et publie une révision en quatre volumes du dictionnaire et de la concordance hébraïque de Mario di Calasio entre 1747 et 1749.
Il meurt le 26 juillet 1795 et est enterré dans l'église de Saint-André par la garde-robe .

## Travaux
- Traités sur la vie, la marche et le triomphe de la foi
- L'auto-existence de Jésus-Christ
- Vivre par la foi en Christ
- Le gospel
- L'esprit légal tué
- En guerre et pourtant en paix
- Ta marche avec Dieu
- Prière
- Marcher dans l'obéissance à Dieu
- Essai sur la psalmodie (1775)